# Pédernec
Pédernec település Franciaországban, Côtes-d’Armor megyében. Lakosainak száma 1891 fő (2022. január 1.). Pédernec Bégard, Louargat, Plouisy, Saint-Laurent és Tréglamus községekkel határos.

## Népesség
A település népességének változása:
| Lakosok száma | 1629 | 1664 | 1633 | 1797 | 1916 | 1871 | 1851 | 1839 | 1856 | 1891 |
|               | 1968 | 1982 | 1990 | 2006 | 2013 | 2015 | 2017 | 2019 | 2020 | 2022 |